# 中尾博之
中尾博之（なかお ひろゆき、1917年9月1日 - ）は、日本の大蔵官僚。大蔵省理財局長、国家公務員共済組合連合会理事長、小川原開発会社副社長などを歴任。

## 来歴
東京府出身。高等文官試験行政科を合格。東京帝国大学法学部政治学科卒業。1940年 大蔵省入省。銀行局属。1949年6月 主計局共済課長。同年8月 主計局共済課長兼主計局主計官（内閣、地方財政、労働担当）。1952年8月 行政管理庁管理部管理官。1955年8月：主計局主計官（歳入・特別機関、総理府、司法、大蔵担当）。1956年7月 主計局法規課長。1957年6月 主計局総務課長。1960年9月8日 東海財務局長。1962年5月16日 近畿財務局長。1963年4月22日 主計局次長（筆頭）。1964年3月20日 主計局次長（筆頭）兼主計局主計官（地方財政・補助金担当）。同年7月6日：主計局次長（筆頭）。1965年6月18日 理財局長。1967年8月15日 退官。同年9月 国家公務員共済組合連合会理事長（〜1970年5月）。1971年3月 小川原開発会社専務取締役。同年10月 同社副社長。

## 略歴
- 1940年4月：大蔵省入省。銀行局属。
- 1941年6月：外務省東亜局東亜第一課中華民国出張駐在。
- 1942年5月：銀行局。
- 1942年7月：興亜院華中連絡部財務局。
- 1942年10月：興亜院調査官。
- 1942年11月：興亜院中華民国大使館調査官・上海出張駐在。
- 1942年12月：興亜院財務部財政課。
- 1943年11月：主計局。
- 1946年12月：主計局 兼 経済安定本部第四部。
- 1947年5月：主計局。
- 1948年11月：給与局第三課長 兼 主計局主計官。
- 1949年6月：主計局共済課長。
- 1949年8月：主計局共済課長 兼 主計局主計官（内閣、地方財政、労働担当）。
- 1950年5月：経済安定本部建設交通局公共事業課長。
- 1952年8月：行政管理庁管理部管理官。
- 1955年8月：主計局主計官（歳入・特別機関、総理府、司法、大蔵担当）。
- 1956年7月：主計局法規課長。
- 1957年6月：主計局総務課長。
- 1960年9月8日：東海財務局長。
- 1962年5月16日：近畿財務局長。
- 1963年4月22日：主計局次長（筆頭）（総務課、法規課、総理府、裁判所、法務、大蔵、外務、地方財政・補助金、厚生、労働、防衛、主として行政関係予算を担当）[2]。
- 1964年3月20日：主計局次長（筆頭）（総務課、法規課、総理府、裁判所、法務、大蔵、外務、地方財政・補助金、厚生、労働、防衛、主として行政関係予算を担当） 兼 主計局主計官（地方財政・補助金担当）[2]。
- 1964年7月6日：主計局次長（筆頭）（総務課、法規課、総理府、裁判所、法務、大蔵、外務、地方財政・補助金、厚生、労働、防衛、主として行政関係予算を担当）[2]。
- 1965年6月18日：理財局長。
- 1967年8月15日：退官。